# Dienerella
Dienerella es un género de coleóptero de la familia Latridiidae.

## Especies
Las especies de este género son:
- Dienerella acies
- Dienerella adelphia
- Dienerella anatolica
- Dienerella angelinii
- Dienerella argus
- Dienerella beloni
- Dienerella besucheti
- Dienerella clathrata
- Dienerella corsica
- Dienerella costulata
- Dienerella elegans
- Dienerella elongata
- Dienerella filiformis
- Dienerella filum
- Dienerella huguettae
- Dienerella inflatipennis
- Dienerella kashmirensis
- Dienerella kerzhneri
- Dienerella lurida
- Dienerella marginata
- Dienerella navicula
- Dienerella ovata
- Dienerella parilis
- Dienerella pilifera
- Dienerella ruficollis
- Dienerella schueppeli
- Dienerella separanda
- Dienerella siciliana
- Dienerella spinigera
- Dienerella strupii
- Dienerella sucina